# Swagger Jagger
Swagger Jagger ist ein Popsong der britischen Sängerin und Rapperin Cher Lloyd. Er wurde im Juli 2011 als Leadsingle aus ihrem Debütalbum Sticks and Stones ausgekoppelt und belegte für eine Woche Platz eins der britischen Charts.

## Hintergrund
Der Song ist die Debütsingle von Cher Lloyd, nachdem sie bei der Castingshow The X Factor den 4. Platz erreichte. Da sie bisweilen stark polarisierte, schrieb ihr die Autorin Autumn Rowe den Text auf den Leib. Ein Swagger Jagger ist demnach eine Person, die andere abschätzig bewertet. Dem Text nach amüsiere solche Personen die Sängerin, die hingegen selbstbewusst ihr Ding mache.

## Rezeption
Das Lied wurde mit gemischten Meinung unter den Kritikern aufgenommen. Einiger Kritiker verglichen Swagger Jagger mit dem Weihnachtslied Little Donkey. Robert Copsey von Digital Spy stellte Ähnlichkeiten zwischen Swagger Jagger und dem Folkstück Oh My Darling, Clementine fest.